# 5 (album de Lenny Kravitz)
Pour les articles homonymes, voir 5 (homonymie).
Albums de Lenny Kravitz
Circus
(1995) Greatest Hits
(2000)
Singles
1. If You Can't Say No
Sortie : 21 avril 1998
2. Thinking of You
Sortie : 6 juillet 1998
3. I Belong to You
Sortie : 22 septembre 1998
4. Fly Away
Sortie : 29 décembre 1998
5. American Woman
Sortie : 29 juin 1999
6. Black Velveteen
Sortie : 16 novembre 1999

5 est le cinquième album studio de Lenny Kravitz. Il est sorti le 12 mai 1998 sur le label Virgin Records et a été produit par Lenny Kravitz. Cet album gagna deux Grammy Awards et contient les hit singles I Belong to You et Fly Away.

## Liste des titres
- Tous les titres sont signés par Lenny Kravitz, sauf indications.

1. Live (Kravitz, Craig Ross) - 5:10
2. Supersoulfighter - 5:00
3. I Belong to You - 4:18
4. Black Velveteen - 4:50
5. If You Can't Say No - 5:17
6. Thinking of You (Kravitz, Lysa Trenier)- 6:25
7. Take Time - 4:40
8. Fly Away - 3:42
9. It's Your Life - 5:03
10. Straight Cold Player - 4:20
11. Little Girl's Eyes - 7:45
12. You're My Flavor - 3:50
13. Can We Find a Reason ? - 6:27

Titres bonus réédition 1999
1. American Woman (Cummings, Bachman, Kale, Peterson)  - 4:20
2. Without You  - 4:00

## Musiciens
- Lenny Kravitz: chant, guitare, basse, batterie, chœurs, claviers, Moog-bass, percussions
- Craig Ross: guitare, minimoog
- George Laks: minimoog, clavinet
- Terry Manning: toy piano sur I Belong to You
- Ales Alvarez, Moog sur American Woman
- Michael Hunter: trompette
- Harold Todd: saxophone
- Nehemiah Heid, Sunovia Piere, Natalie Deckoning, Angie Stone, Stefanie Bolton, Tenita Dreher, Suzanne marshall, Jacquie Johnson: chœurs

## Charts et certifications

### Charts album
| Pays             | Durée du classement | Meilleur classement |
| ---------------- | ------------------- | ------------------- |
| Allemagne        | 67 semaines         | 6e                  |
| Australie        | 28 semaines         | 17e                 |
| Autriche         | 48 semaines         | 1er                 |
| Belgique (W)     | 18 semaines         | 24e                 |
| Belgique (V)     | 20 semaines         | 15e                 |
| Canada           | 18 semaines         | 22e                 |
| États-Unis       | 110 semaines        | 28e                 |
| Finlande         | 6 semaines          | 23e                 |
| France           | 47 semaines         | 9e                  |
| Italie           | 1 semaine           | 95e                 |
| Norvège          | 25 semaines         | 7e                  |
| Nouvelle-Zélande | 31 semaines         | 17e                 |
| Pays-Bas         | 75 semaines         | 8e                  |
| Royaume-Uni      | 19 semaines         | 18e                 |
| Suède            | 38 semaines         | 3e                  |
| Suisse           | 66 semaines         | 3e                  |

### Charts singles
| Année | Chart               | Durée du classement | Position |
| ----- | ------------------- | ------------------- | -------- |
| 1998  | Alternative Songs   | 4 semaines          | 39e      |
| 1998  | UK Singles Chart    | 2 semaines          | 48e      |
| 1998  | Ö3 Austria Top 40   | 4 semaines          | 35e      |
| 1998  | Top 100             | 22 semaines         | 4e       |
| 1998  | Mega Top 50         | 10 semaines         | 52e      |
| 1998  | Schweizer Hitparade | 3 semaines          | 39e      |

| Année | Chart            | Durée du classement | Position |
| ----- | ---------------- | ------------------- | -------- |
| 1998  | Hot 100          | 9 semaines          | 71e      |
| 1998  | UK Singles Chart | 2 semaines          | 75e      |
| 1998  | Single Top 100   | 9 semaines          | 81e      |
| 1998  | Belgique (W)     | 8 semaines          | 32e      |
| 1998  | Top 100          | 19 semaines         | 24e      |
| 1998  | Mega Top 50      | 13 semaines         | 42e      |

| Année | Chart                  | Durée du classement | Position |
| ----- | ---------------------- | ------------------- | -------- |
| 1998  | Mainstream Rock Tracks | 47 semaines         | 1er      |
| 1998  | Alternative Songs      | 32 semaines         | 1er      |
| 1998  | Single Top 100         | 24 semaines         | 15e      |
| 1998  | ARIA Charts            | 26 semaines         | 8e       |
| 1998  | Ö3 Austria Top 40      | 17 semaines         | 11e      |
| 1998  | RPM Top Singles        | 30 semaines         | 3e       |
| 1998  | Top 100                | 10 semaines         | 56e      |
| 1998  | RMNZ Singles Top40     | 21 semaines         | 8e       |
| 1998  | Mega Top 50            | 10 semaines         | 49e      |
| 1998  | Sverigetopplistan      | 11 semaines         | 22e      |
| 1998  | Schweizer Hitparade    | 24 semaines         | 19e      |
| 1999  | Hot 100                | 32 semaines         | 12e      |
| 1999  | UK Singles Chart       | 12 semaines         | 1er      |

| Année | Chart                            | Durée du classement | Position |
| ----- | -------------------------------- | ------------------- | -------- |
| 1999  | Hot 100                          | 21 semaines         | 49e      |
| 1999  | Mainstream Rock Tracks           | 26 semaines         | 3e       |
| 1999  | Alternative Songs                | 24 semaines         | 7e       |
| 1999  | Single Top 100                   | 7 semaines          | 78e      |
| 1999  | ARIA Charts                      | 15 semaines         | 14e      |
| 1999  | RPM Top Singles                  | 29 semaines         | 26e      |
| 1999  | Finlande Suomen virallinen lista | 1 semaine           | 16e      |
| 1999  | Top 100                          | 2 semaines          | 88e      |
| 1999  | RMNZ Singles Top40               | 7 semaines          | 12e      |
| 1999  | Mega Top 50                      | 8 semaines          | 59e      |
| 1999  | Sverigetopplistan                | 1 semaine           | 59e      |
| 1999  | Schweizer Hitparade              | 8 semaines          | 35e      |

| Année | Chart               | Durée du classement | Position |
| ----- | ------------------- | ------------------- | -------- |
| 1999  | UK Singles Chart    | 1 semaine           | 83e      |
| 1999  | Schweizer Hitparade | 1 semaine           | 94e      |

### Certifications
| Pays             | Certification | Ventes      | Date       |
| ---------------- | ------------- | ----------- | ---------- |
| Allemagne        | Or            | 250 000 +   | 1999       |
| Australie        | Platine       | 70 000 +    | 1999       |
| Autriche         | Or            | 25 000 +    | 14/05/1998 |
| Canada           | Platine       | 100 000 +   | 19/02/1999 |
| États-Unis       | 2 × Platine   | 2 000 000 + | 02/09/1999 |
| France           | 2 × Or        | 200 000 +   | 29/06/1999 |
| Nouvelle-Zélande | Platine       | 15 000 +    | 21/03/1999 |
| Pays-Bas         | Or            | 40 000 +    | 1999       |
| Royaume-Uni      | Or            | 100 000 +   | 05/03/1999 |
| Suisse           | Platine       | 50 000 +    | 1999       |